# Allan Nørregaard
Allan Nørregaard (ur. 19 marca 1981) – duński żeglarz startujący w klasie 49er. Zdobywca brązowego medalu wspólnie z Peterem Langiem z Londynu.

## Osiągnięcia sportowe

### Igrzyska olimpijskie
| Miejsce | Dzień      | Rok  | Miejscowość | Konkurencja | Punkty   | Strata  | Zwycięzca                               |
| ------- | ---------- | ---- | ----------- | ----------- | -------- | ------- | --------------------------------------- |
| 3.      | 8 sierpnia | 2012 | Weymouth    | 49er        | 114 pkt. | 58 pkt. | Australia Nathan Outteridge Iain Jensen |